# 杆菌肽
桿菌肽（bacitracin）是由枯草桿菌的變種「崔西 [Tracy I, ATCC 10716]」之地衣狀菌素有機體所產生的相關环肽之混合物，在1945年首次分離出來。這些肽藉由干擾細胞壁的肽聚醣合成而破壞革蘭氏陽性菌微生物體。属于慢性杀菌药。
主要是用來作為外用製劑（因為口服无效；注射使用時，它會引起腎損害）。使用任何抗生素會形成抗生素抗藥性，但杆菌肽属于抗藥性产生较慢，并且无交叉耐药情况。局部外用大体安全，偶有超敏、过敏、严重过敏反应，对新霉素过敏者尤其容易过敏。
2022年美国处方数超十万，是最常开的处方药第323名。

## 醫療用途

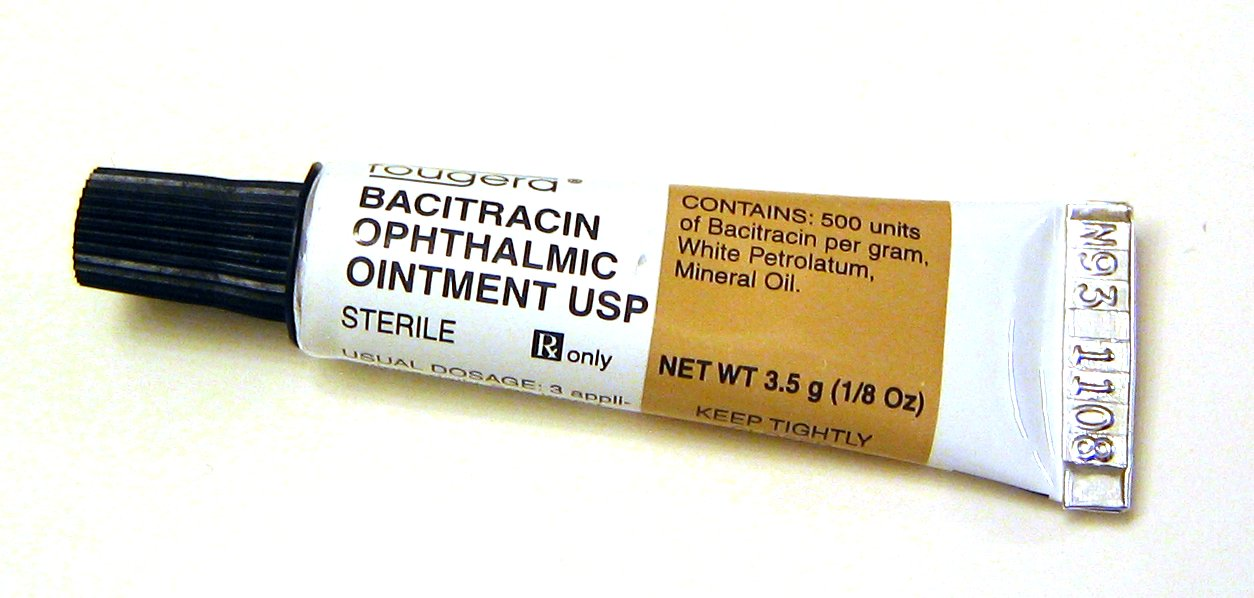
一管眼用杆菌肽软膏

杆菌肽是用于人类医学的多肽抗生素，并被“美国食品药品监督管理局（FDA）批准用于鸡和火鸡”，尽管在动物使用会导致抗生素耐药性。
作为枯草杆菌锌盐，与其他外用抗生素（通常是多黏菌素B和新霉素）联合使用作为外用药物（"三联抗生素软膏"，品牌名为新孢霉素），用于局部治疗各种皮肤和眼部感染，以及预防伤口感染。也有用于眼部感染的非软膏形式的眼科溶液。

杆菌肽A的三维化学结构

### 活性谱和敏感性数据
杆菌肽是一种窄谱抗生素。它针对革兰氏阳性菌，特别是那些引起皮肤感染的细菌。以下是一些医学上重要的微生物的敏感性数据。
- 金黄色葡萄球菌 – ≤0.03 μg/mL – 700 μg/mL
- 表皮葡萄球菌（英语：Staphylococcus epidermidis） – 0.25 μg/mL – >16 μg/mL
- 化脓性链球菌 – 0.5 μg/mL – >16 μg/mL

## 作用机理
杆菌肽干扰C55-异戊烯基焦磷酸的去磷酸化，这种分子将肽聚糖细菌细胞壁的构建模块携带到内膜外。
一些人声称杆菌肽是蛋白质二硫键异构酶抑制剂，但这一说法受到体外研究的质疑。

## 发展历史
杆菌肽由哥伦比亚大学医学院的细菌学家Balbina Johnson分离得到。其名称源于年轻的Margaret Tracy（1936–1994）腿部伤口中的微生物产生的一种具有抗菌活性的化合物。
从胫骨复合性骨折清创组织中分离出的一株菌株特别活跃。我们以患者名字命名这株生长拮抗菌株为"Tracy I"。当这种芽孢杆菌的无细胞肉汤培养物滤液显示出强大的抗生素活性且无毒性时，进一步研究似乎是有价值的。我们将这种活性物质称为"杆菌肽"。
杆菌肽于1948年获得美国FDA批准。

## 合成机理
杆菌肽通过非核糖体肽合成酶（NRPSs）合成，这意味着核糖体不直接参与其非核糖体肽合成。这个三酶基因操纵子被称为BacABC，不要与bacilycin合成的BacABCDE混淆。

## 混合成分
杆菌肽由具有不同程度抗菌活性的相关化合物混合物组成。主要成分包括杆菌肽A、A1、B、B1、B2、C、D、E、F、G和X。研究发现杆菌肽A具有最强的抗菌活性。杆菌肽B1和B2具有相似的效力，约为杆菌肽A活性的90%。